# Dem Paradies ganz nah
Dem Paradies ganz nah (Originaltitel: Au plus près du paradis) ist ein französisch-kanadisch-spanisches Filmdrama aus dem Jahr 2002. Regie führte Tonie Marshall, die gemeinsam mit Anne-Louise Trividic auch das Drehbuch schrieb.

## Handlung
Die Französin Fanette, die eine Tochter hat, verarbeitet ihre abgebrochene Beziehung mit Philippe. Sie sieht häufig den Film Die große Liebe meines Lebens und träumt von einem romantischen Treffen auf der Aussichtsplattform von Empire State Building. Philippe schreibt ihr einen Brief, in dem er ihr ein solches Treffen vorschlägt.
Fanette reist nach New York City, wo sie für ein geplantes Buch Fotos der Werke eines Künstlers machen will. Sie arbeitet dort mit dem Fotografen Matt zusammen, der ein Alkoholproblem hat und kommt ihm näher.

## Kritiken
Christopher Null schrieb auf www.filmcritic.com, die Regisseurin zeige so wenig Leidenschaft, dass der Zuschauer sich keine Sorgen um die Charaktere mache. Die Chemie zwischen Fanette und Matt sei minimal. Das Tempo sei gering.
Die Redaktion von Film-Dienst schrieb, der „hervorragend gespielte Film“ unterlaufe „nachhaltig die Erwartungen an eine Romanze“ und hinterfrage „Liebesideale, die sich angesichts der schnöden Wirklichkeit beweisen müssen“.

## Auszeichnungen
Der Film nahm im Jahr 2002 an den Internationalen Filmfestspielen von Venedig als Wettbewerbsbeitrag teil, wodurch Tonie Marshall für den Goldenen Löwen nominiert wurde.

## Hintergründe
Die Weltpremiere fand am 30. August 2002 auf den Internationalen Filmfestspielen von Venedig statt. In Frankreich wurden ca. 71 Tsd. Kinozuschauer gezählt.